# 松尾宮山古墳群
松尾宮山古墳群（まつおみややまこふんぐん）は、滋賀県長浜市高月町松尾にある古墳群。2基が滋賀県指定史跡に指定されている。

## 概要
滋賀県北部、賤ヶ岳山系の磯野山南麓のサイト山丘陵南斜面に営造された古墳群である。元々は3基以上の古墳から構成されたと見られるが、現在では2基のみが遺存する。現存する1号墳・2号墳では1990年（平成2年）に発掘調査が実施されている。
古墳群のうち1号墳は終末期古墳で、埋葬施設を無袖式の横穴式石室として、石室内部に兵庫県加古川流域産の成層ハイアロクラスタイト（竜山石）製の刳抜式家形石棺が据えられる。また2号墳は1号墳に先行する後期古墳で、埋葬施設を片袖式の横穴式石室として、石室内部に奈良県二上山産凝灰岩製の組合式箱式石棺が据えられる。これらのほか、2号墳の南東に推定3号墳が存在したと見られ（遺物のみ遺存）、2号墳に先行すると推定される。
この松尾宮山古墳群は、古墳時代後期-終末期の6世紀後半-7世紀中葉頃の営造と推定される。推定3号墳→2号墳→1号墳の順の3世代が想定され、一帯における最後の首長墓系譜の1つに位置づけられる。特に1号墳の石棺は竜山石製家形石棺の最北かつ最東に位置する点で注目され、当時の緊迫する東アジア情勢の中で日本海交通ルート整備の一環として当地が重要視された可能性が示唆される。
1号墳・2号墳の古墳域は1999年（平成11年）に滋賀県指定史跡に指定されている。

## 遺跡歴
- 明治期、古墳3基の盗掘。副葬品多数の出土[3]。
- 1990年（平成2年）、史跡整備事業に伴う1号墳・2号墳の発掘調査（高月町教育委員会、2006年に報告書刊行）[3]。
- 1999年（平成11年）3月31日、滋賀県指定史跡に指定[5]。

## 一覧

### 1号墳
1号墳は、丘陵急斜面の中腹に築造された古墳である。墳形は長方形で（一説に多角形）、東西17メートル・南北13メートルを測る。墳丘は2段築成。墳丘周囲には2段の外護列石が巡らされる。
埋葬施設は無袖式の横穴式石室で、南方向に開口し、玄室内に刳抜式家形石棺（兵庫県加古川流域産の成層ハイアロクラスタイト（竜山石）製か）が据えられる。石室は全長約8.5メートル・幅1.4メートルを測り、羨道部中程から開口部に向けて下がり墳丘上段部テラスに接続する。玄室床面には敷石が施される。石棺は長さ1.83メートル・幅0.87メートルを測り、石棺西脇では土師器壺（蔵骨器か）が出土している。また石室西側壁に沿って長さ2メートル・幅0.8メートルの木棺安置施設が付設されており、追葬と推定される。この付近では鉄釘が検出されている。副葬品としての出土伝世品には、耳環類・玉類（勾玉・管玉・切子玉）・鉄製品（直刀・鉄鏃）がある。主に玄室奥壁付近・木棺台東側・羨道部東側の3ヶ所にまとまって出土しており、特に須恵器は40個体以上含まれる。
築造時期は古墳時代終末期の7世紀前半頃（または7世紀中葉頃）と推定される。

### 2号墳
2号墳は、1号墳から下った尾根斜面裾部に築造された古墳である。墳丘・石室は現在までに大きく破壊されている。墳形は円形と推定され、直径10メートル以上を測ると見られる。
埋葬施設は片袖式の横穴式石室で、玄室内に組合式箱式石棺（奈良県二上山産凝灰岩製か）が据えられる。石棺の棺身は長さ1.75メートル・幅0.95メートルを測る。副葬品としては鉄鏃・馬具片・須恵器片・土師器甕がある。
築造時期は古墳時代後期の6世紀末葉頃（または7世紀前半頃）と推定され、1号墳の先行古墳に位置づけられる。

## 文化財

### 滋賀県指定文化財
- 史跡
  - 松尾宮山古墳群 - 指定範囲面積は9,449平方メートル。1999年（平成11年）3月31日指定[5]。

## 関連文献
（記事執筆に使用していない関連文献）
- 『古保利古墳群 -詳細分布調査報告書-』高月町教育委員会、1995年。
- 「松尾宮山古墳群」『高月の主要古墳2 -後・終末期古墳の調査-』高月町教育委員会、2006年。